# Bercy (métro de Paris)
Pour les articles homonymes, voir Bercy.
Bercy est une station des lignes 6 et 14 du métro de Paris, située dans le 12e arrondissement de Paris.

## Situation
La station est implantée au carrefour de la rue de Bercy, sous laquelle se trouve la ligne 14, au sud, et du boulevard de Bercy sous lequel est établie la ligne 6, à l'est du carrefour.

## Histoire
La station est ouverte le 1er mars 1909. Elle est alors desservie par la ligne 6.
Elle tire sa dénomination de la rue et du boulevard de Bercy, à l'intersection desquels elle se situe.
C’est dans une charte de 1134 de Louis VI le Gros que l’on trouve trace du lieu-dit sous la mention : insula de Bercilliis. Au fil des siècles se développa la seigneurie de Bercy avec un château magnifique et un vaste domaine couvrant un tiers de la commune de Bercy. Cette dernière fut en grande partie annexée à Paris en 1860. Les héritiers du domaine, les Nicolai, l’aliénèrent et le château fut démoli.
De 1972 à 1974, lors de pneumatisation de la ligne 6, le parc ferroviaire de Bercy, situé au sud de la station, a été utilisé pour réaliser ces travaux.
Le 15 octobre 1998, la station de la ligne 14 est ouverte à son tour aux voyageurs.
Le 16 juillet 2018, plusieurs panneaux nominatifs de la station sont provisoirement remplacés afin de célébrer la victoire de l'équipe de France à la Coupe du monde de football 2018, comme dans cinq autres stations. Bercy est humoristiquement renommée « Bercy les Bleus » par jeu de mots en guise de remerciement aux joueurs de la sélection française.

### Fréquentation
Nombre de voyageurs entrés à cette station :
| Année                      | 2013      | 2014      | 2015      | 2016      | 2017      | 2018      | 2019      | 2020      | 2021      |
| -------------------------- | --------- | --------- | --------- | --------- | --------- | --------- | --------- | --------- | --------- |
| Nombre de voyageurs par an | 5 473 870 | 5 359 847 | 5 352 928 | 5 544 847 | 5 909 077 | 6 700 350 | 6 311 543 | 3 189 247 | 3 884 212 |
| Rang                       | 69e       | 73e       | 73e       | 70e       | 63e       | 49e       | 54e       | 51e       | 61e       |
| Nombre de stations         | 302       | 302       | 302       | 302       | 302       | 302       | 302       | 304       | 304       |

## Services aux voyageurs

### Accès
La station comporte plusieurs sorties : 
- Accès no 1 « Place du Bataillon du Pacifique - Arena » : un escaliers sur la place du Bataillon-du-Pacifique ;
- Accès no 2 « Boulevard de Bercy » : un escaliers et un ascenseur sur la place du Bataillon-du-Pacifique ;
- Accès no 3 « Rue Corbineau » : un escalier au 48, boulevard de Bercy ;
- Accès no 4 « Rue Henri Desgrange » : un escalier fixe situé sur le côté pair de la rue de Bercy avec un ascenseur ;
- Accès no 5 « Rue Paul Belmondo - Parc de Bercy » : un escalier fixe sur le côté impair de la rue de Bercy ;
- Accès no 6 « Rue de Bercy » : un escalier mécanique côté pair de la rue de Bercy.

Accès à la station
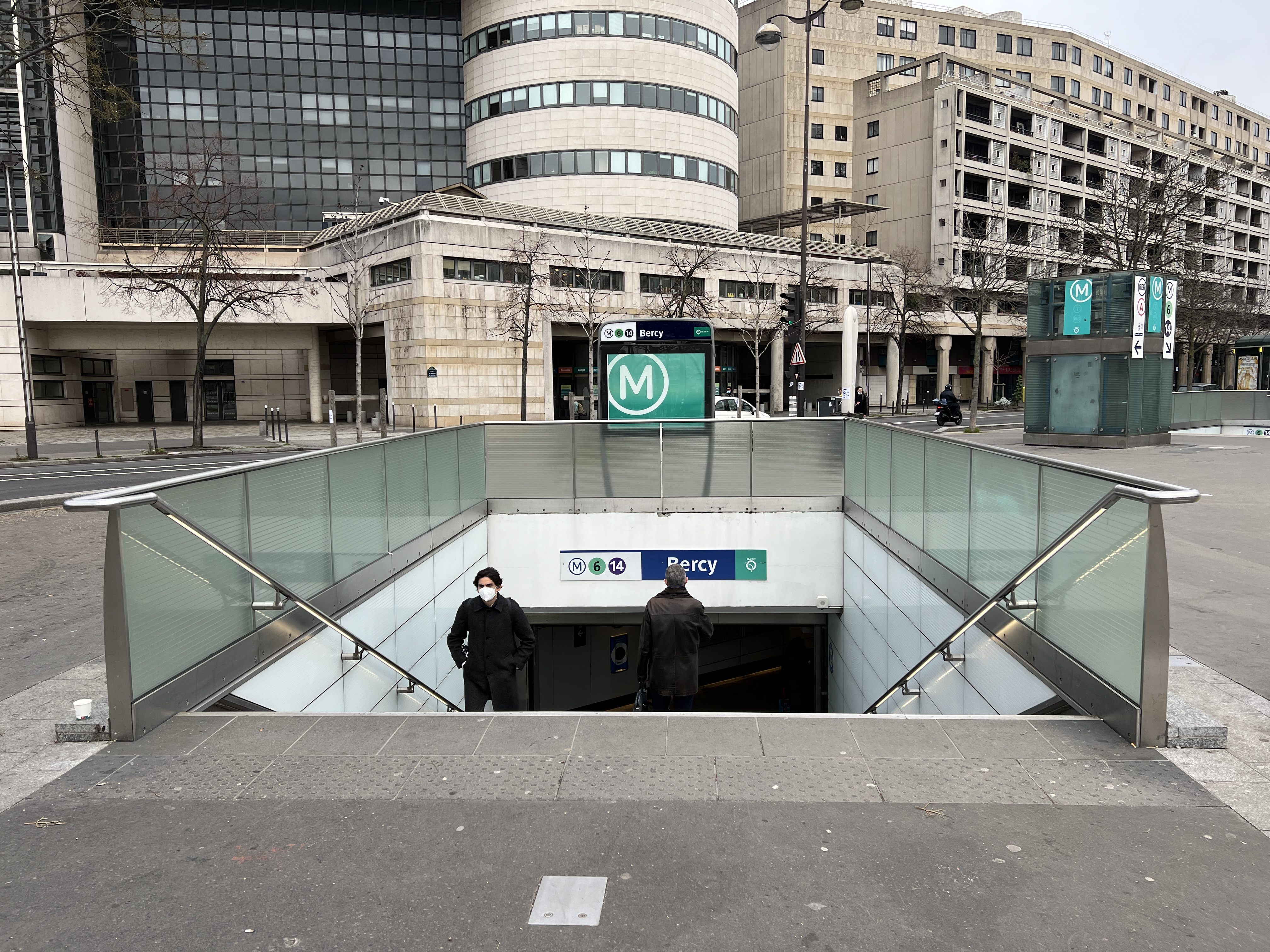
L'accès no 1, « Place du Bataillon du Pacifique ».
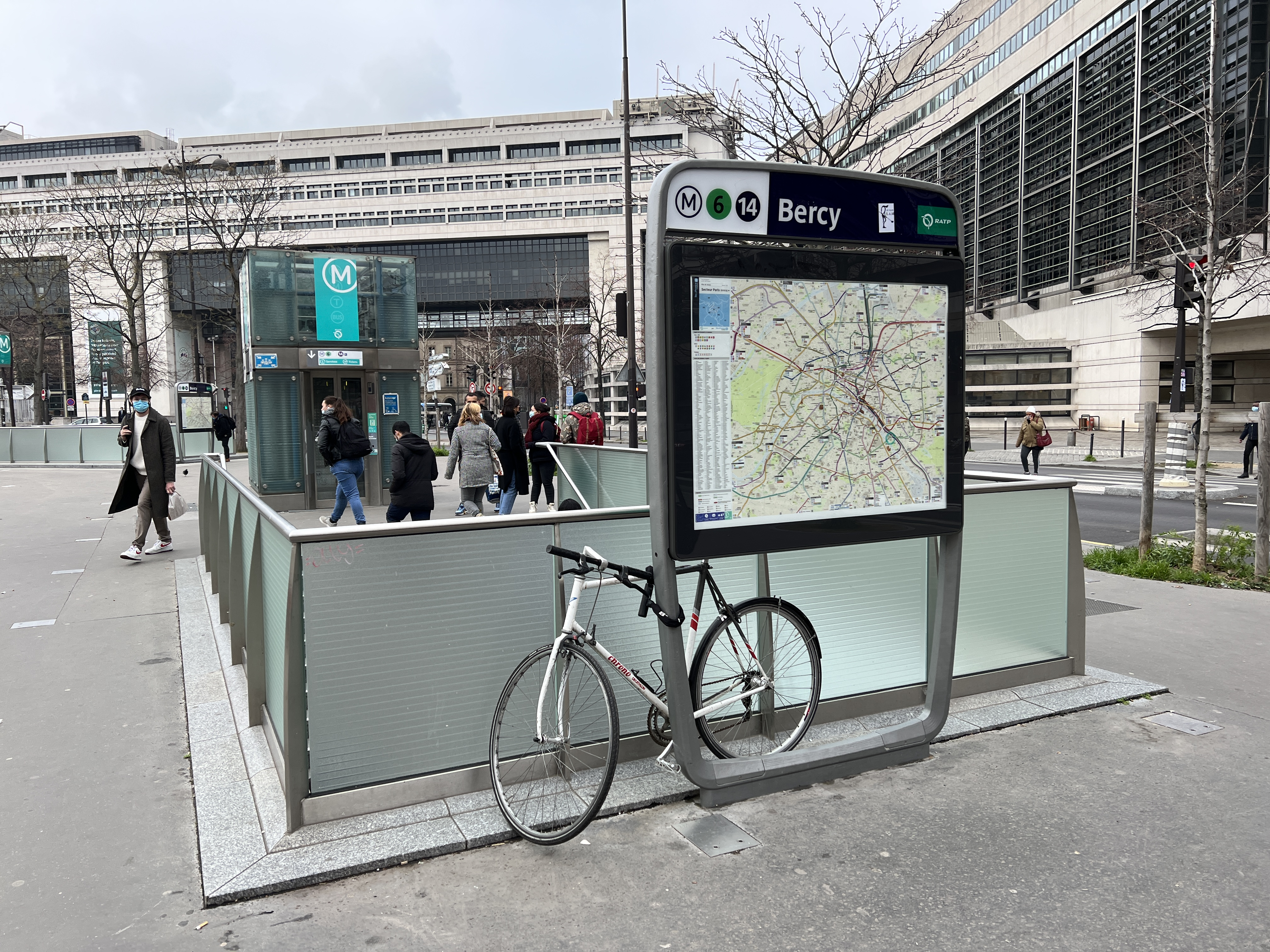
L'accès no 2, « Boulevard de Bercy », avec l'ascenseur au fond.
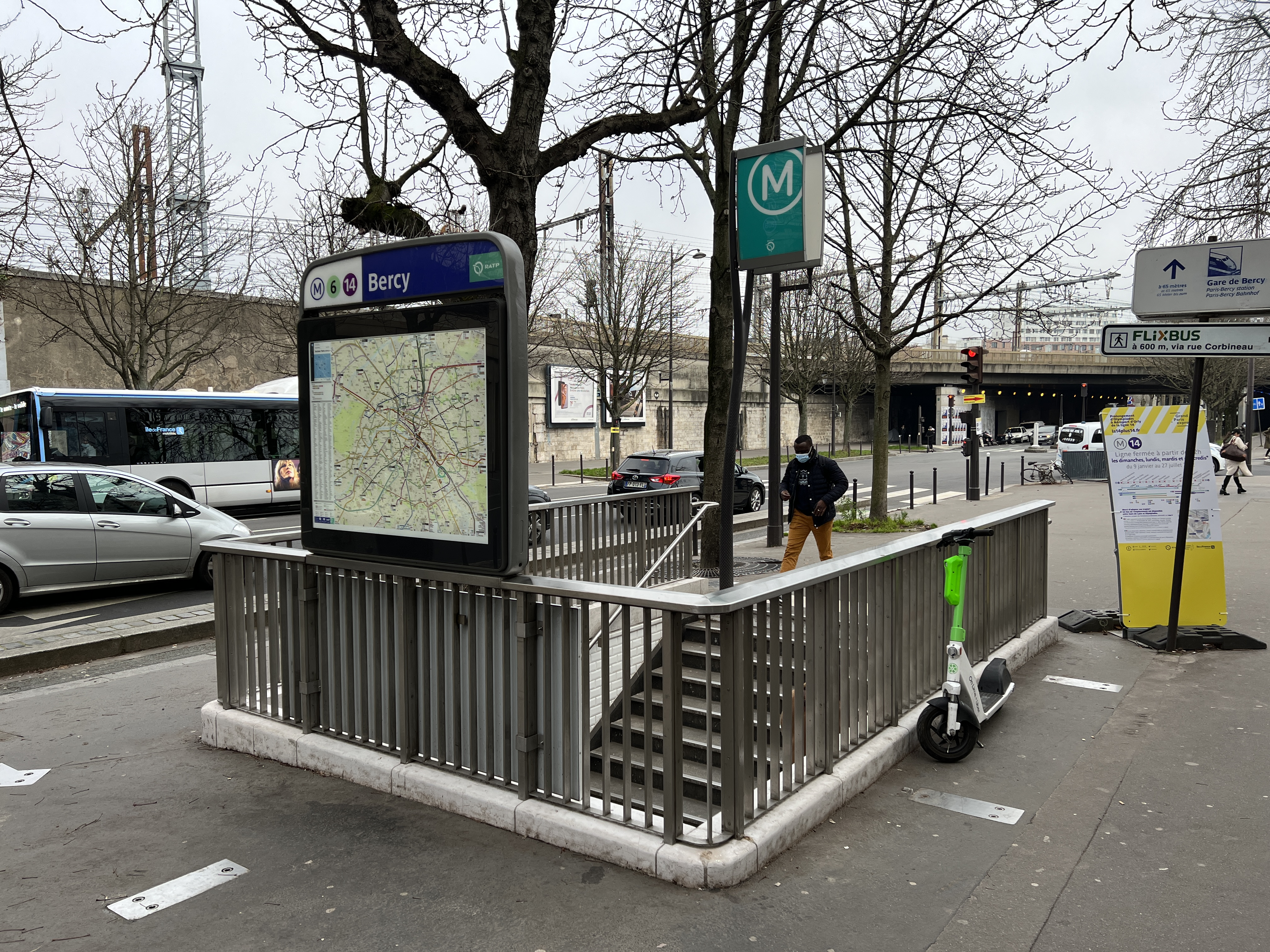
L'accès no 3, « Rue Corbineau ».
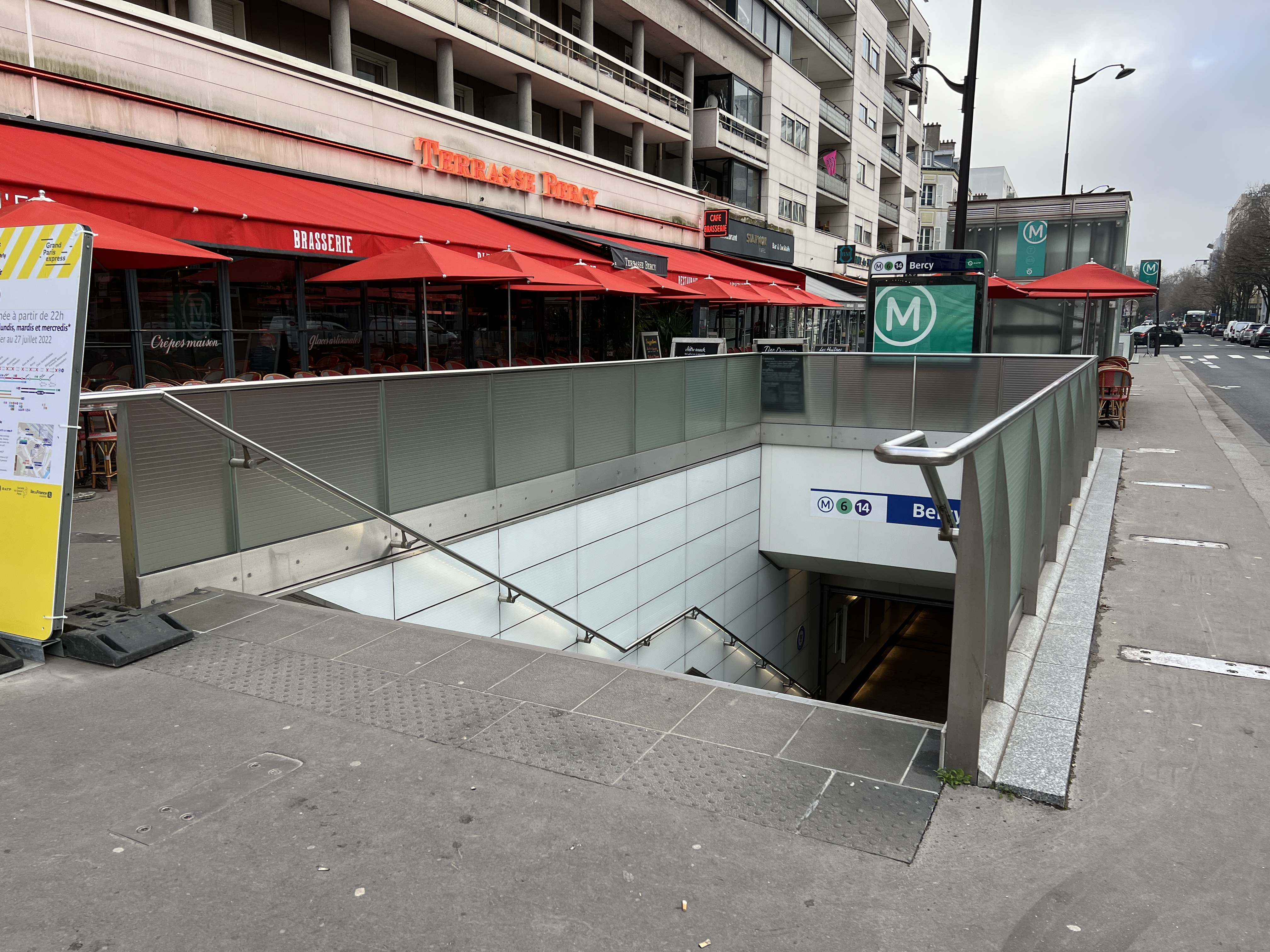
L'accès no 4, « Rue Henri Desgrange », avec l'ascenseur au fond.
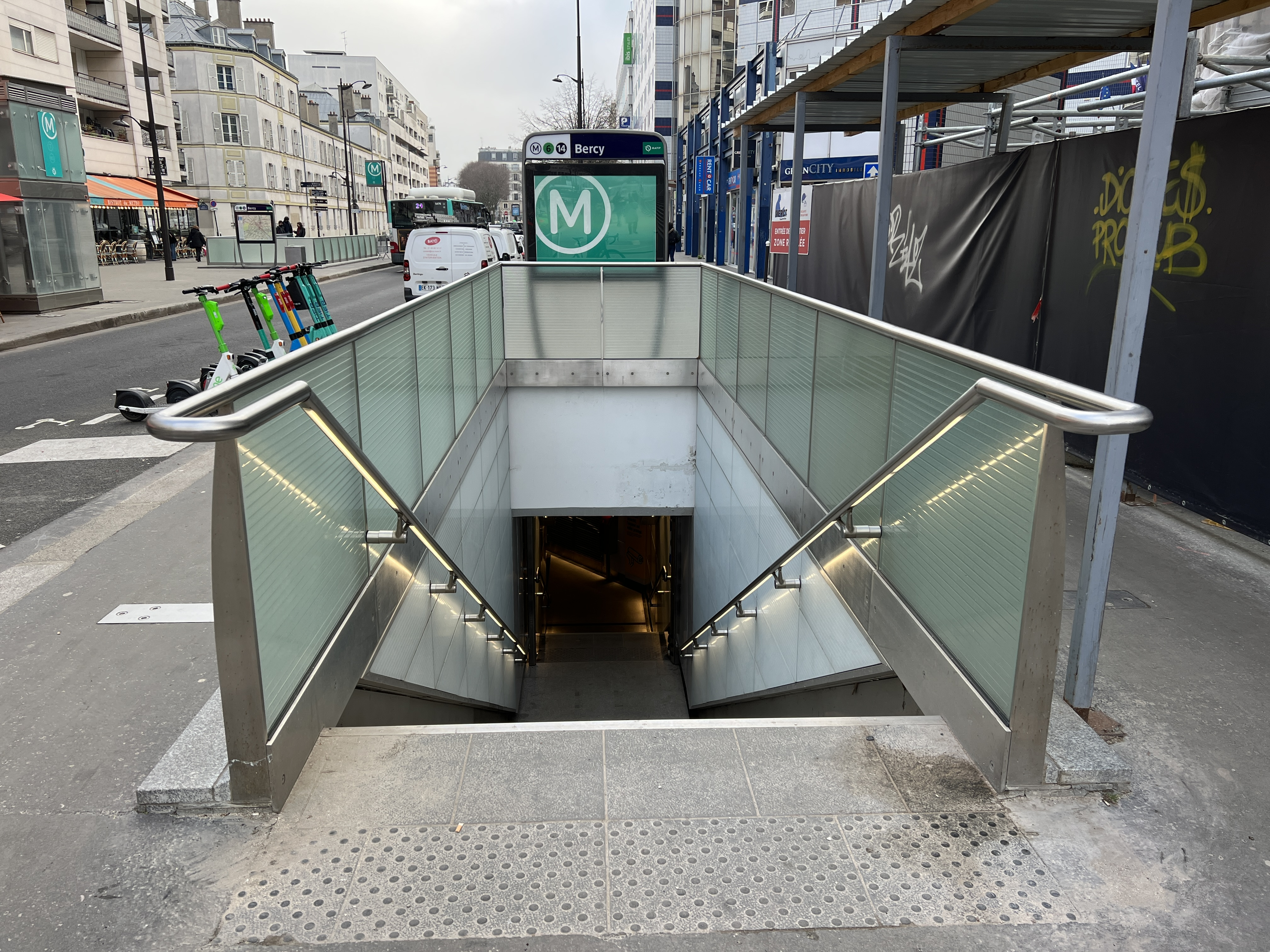
L'accès no 5, « Rue Paul Belmondo ».
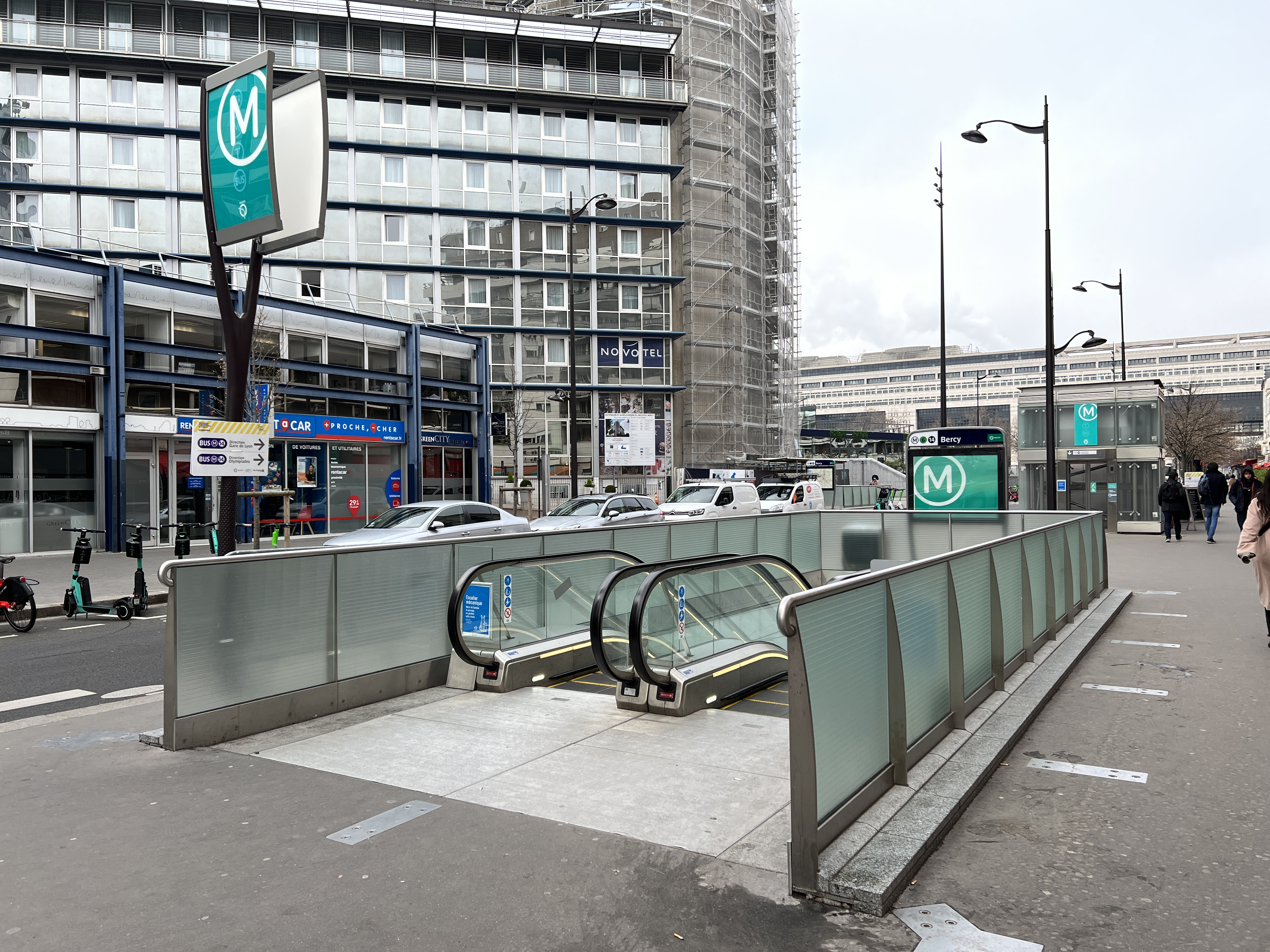
L'accès no 6, « Rue de Bercy ».

### Quais
Les quais des deux lignes sont de configuration standard : au nombre de deux par point d'arrêt, ils sont séparés par les voies du métro situées au centre. Un raccordement relie les deux tunnels, entre la voie direction Saint-Denis Pleyel de la ligne 14 et la voie direction Étoile de la ligne 6.
La station de la ligne 6 possède une voûte elliptique. La décoration est du style utilisé pour la majorité des stations du métro : les carreaux en céramique blancs biseautés recouvrent les piédroits, la voûte et les tympans, tandis que l'éclairage est assuré par deux bandeaux-tubes. Les cadres publicitaires sont métalliques et le nom de la station est inscrit en police de caractère Parisine sur plaques émaillées. Les quais sont équipés de bancs en lattes de bois.
L'architecture de la station de la ligne 14 suit les principes définis par Bernard Kohn pour l'ensemble de la ligne 14 dès 1991, tant par le choix des matériaux (plafonds en béton clair, bois sur les piédroits, carrelage au sol, etc.) que pour l'éclairage et la hauteur sous plafond ; les quais sont également plus larges que ceux des autres lignes. Le nom de la station est écrit en police de caractère Parisine sur panneaux rétro-éclairés encastrés dans les piédroits et sur autocollants apposés aux façades de quai.

### Intermodalité
La station est desservie par les lignes 24, 71, 77, 87 et 215 du réseau de bus RATP et, la nuit, par les lignes N32, N35 et N130 du réseau de bus Noctilien.

## Projet de création d'un nouvel accès
Dans le cadre de l'extension de la ligne 14 et de son passage à des rames de huit voitures, il est prévu de créer un nouvel accès secondaire à l'est de la station, débouchant sur la rue de Bercy. Il comportera un escalier fixe situé sur le trottoir côté impair de la rue, ainsi que deux accès équipés d’escaliers fixes et mécaniques, implantés sur le trottoir pair, au plus près de la gare de Paris-Bercy (au croisement avec la rue Corbineau) avec laquelle il améliorera la correspondance. Ce nouvel accès sera équipé d’ascenseurs entre les quais et la rue de Bercy. D'autre part, au niveau de l'accès 1, les espaces de circulation des voyageurs seront adaptés, la salle des billets étant agrandie de 450 m2, avec des escaliers et espaces de circulation élargis. Ces aménagements devraient être prêts en 2017 mais ce n'est que le 21 juin 2018 que l'accès secondaire est mis en service bien que certains escaliers fixes et mécaniques ne soient pas encore terminés. Les aménagements de l'accès 1 sont alors toujours en cours.

## À proximité
- Palais omnisports de Paris-Bercy (AccorHotels Arena)
- Ministère de l'Économie et des Finances
- Parc de Bercy
- Gare de Paris-Bercy-Bourgogne-Pays d'Auvergne

Galerie de photographies
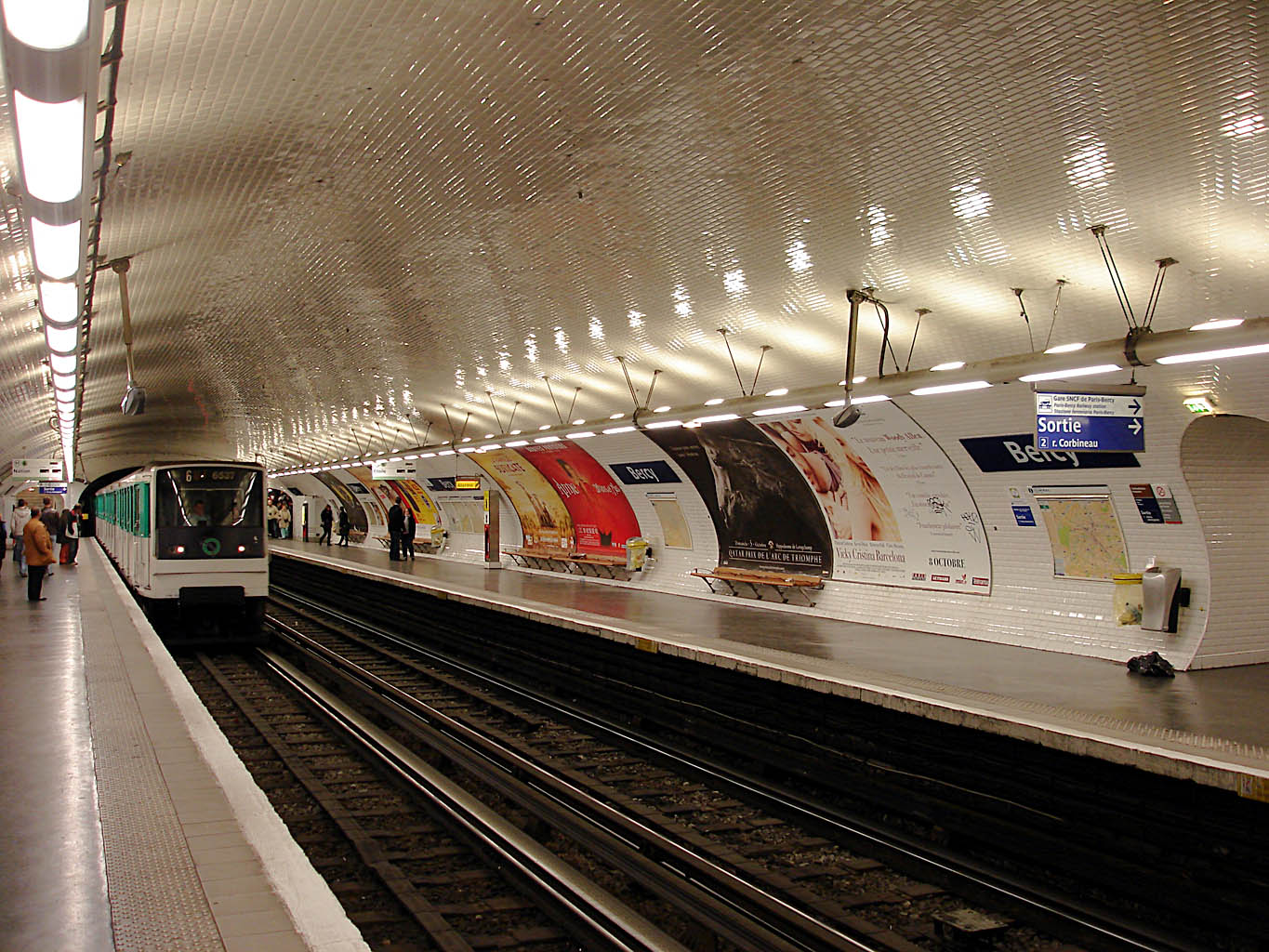
Quais de la ligne 6.
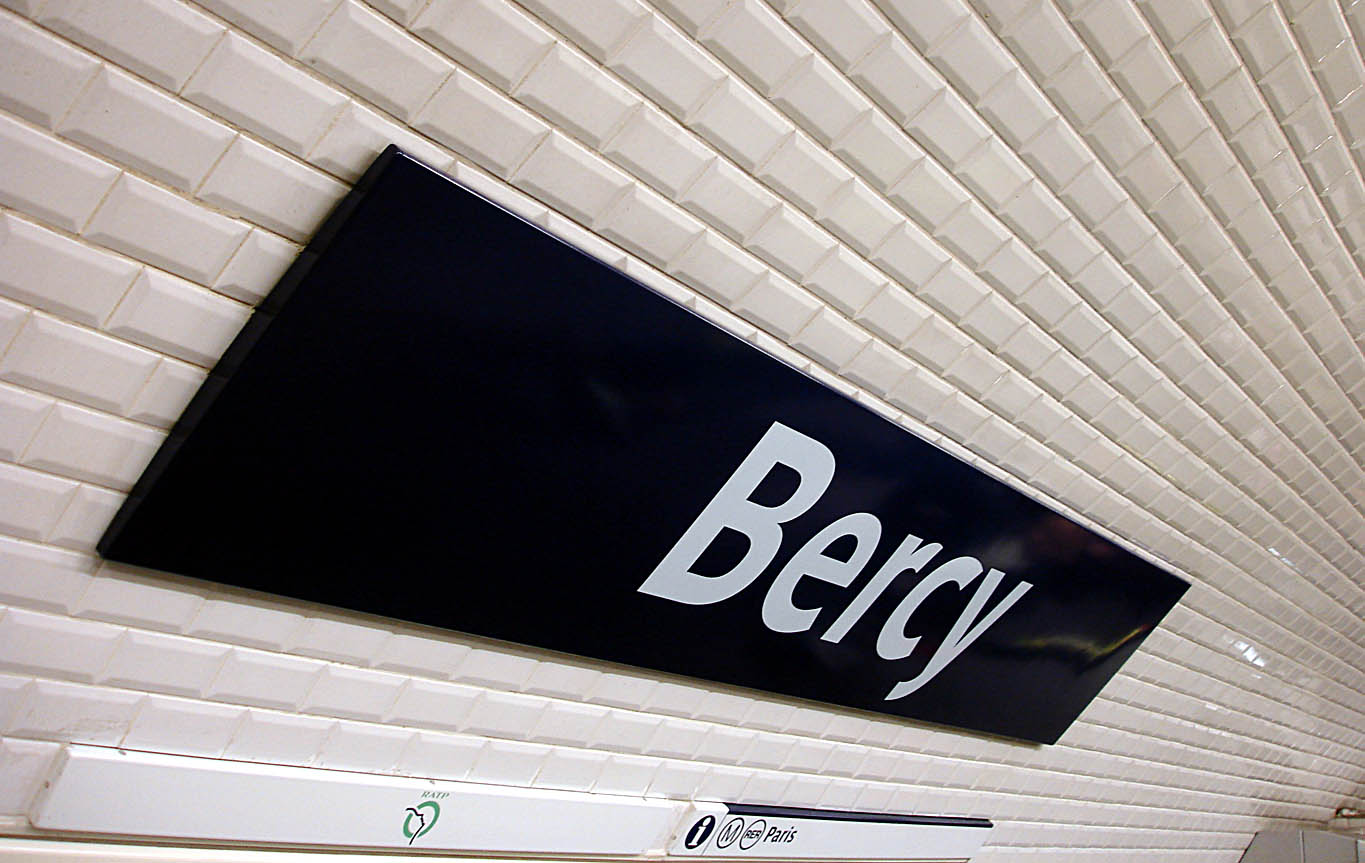
Nom de la station (ligne 6).
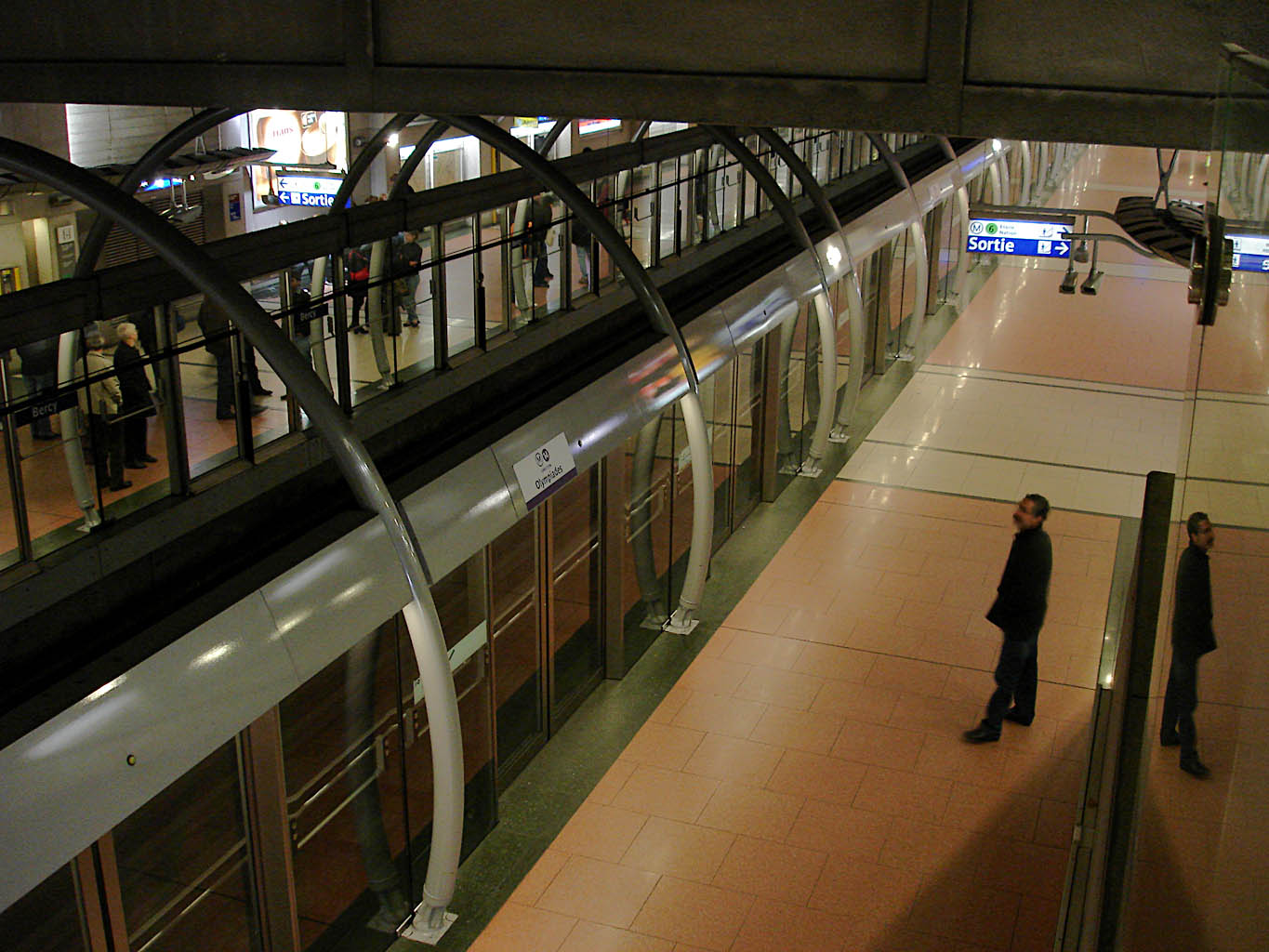
Quais de la ligne 14 vus depuis la mezzanine.
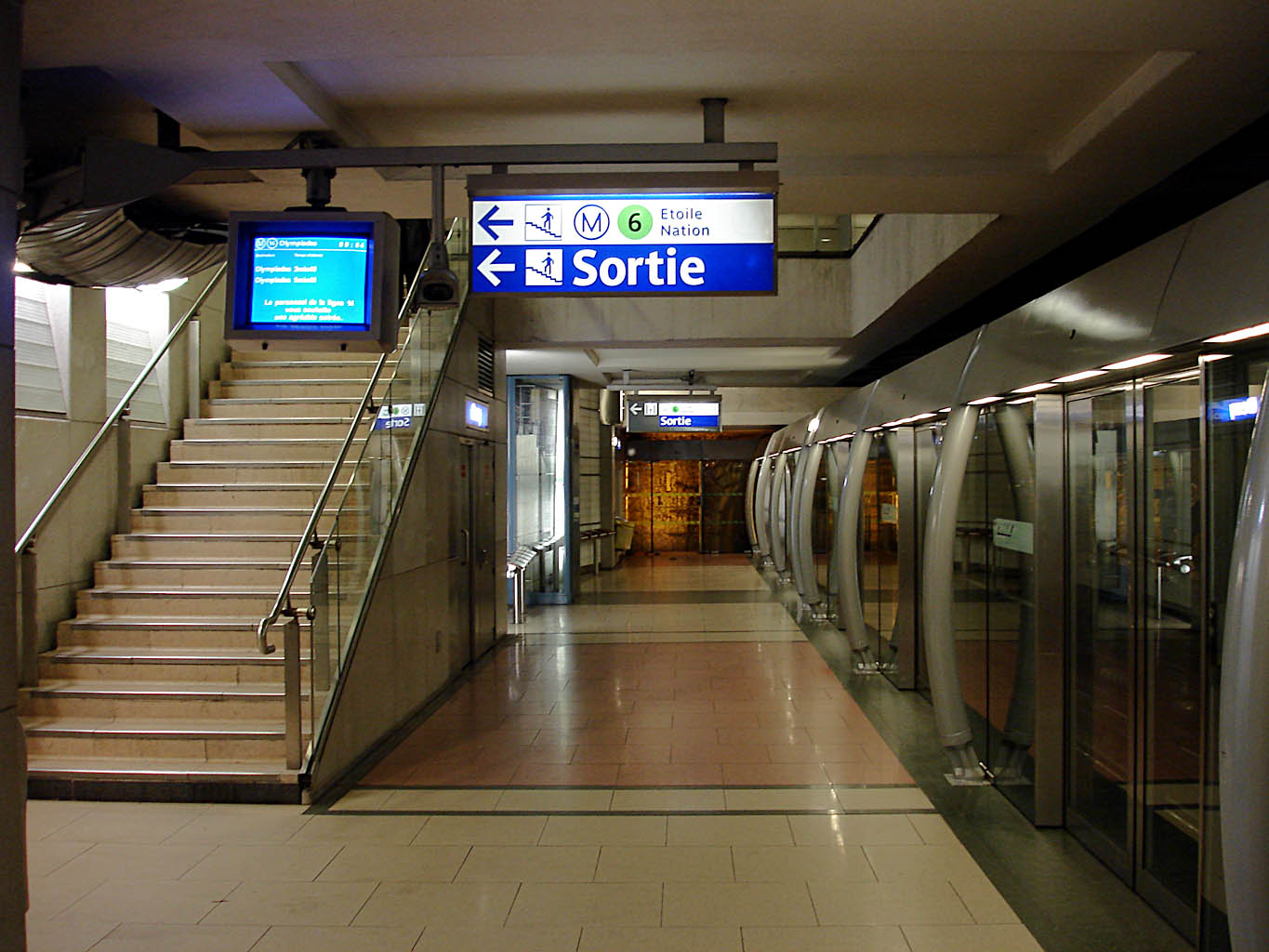
Quai de la ligne 14 vers Aéroport d'Orly.